# Палариково
Палариково (словац. Palárikovo, венг. Tótmegyer) — деревня и община в районе Нове-Замки Нитранского края Словакии.

## История
В исторических документах деревня впервые упоминается в 1248 году.

## География
Община расположена на высоте 113 м над уровнем моря и занимает площадь 51,294 км². Её население — около 4.410 человек.

## Население
| Год:                | 1994 | 2004    | 2014    | 2024    |
| ------------------- | ---- | ------- | ------- | ------- |
| Количество человек: | 4385 | 4398    | 4301    | 4203    |
| Разница:            |      | +0,29 % | −2,20 % | −2,27 % |

## Национальный состав
97 % населения составляют словаки, 2 % — венгры, 1 % — чехи.